# Васильєв Микола Миколайович (математик)
Микола Миколайович Васильєв (1889–1946) — математик, професор, педагог.

## Біографія
М. М. Васильєв народився 18 квітня 1889 року в Калузі.
В 1912 році закінчив фізико-математичний факультет Новоросійського університету. До 1919 року викладав у закладах освіти Одеси.
Протягом 1918—1930 років працював в Одеському політехнічному інституті доцентом кафедри вищої математики, а з 1921 року — професором та завідувачем кафедри. Крім того, в 1920—1923 роках обіймав посаду проректора. Одночасно в 1918—1921 роках був професором кафедри математики архітектурного факультету Одеського вищого художнього училища.
В 1923—1930 роках викладав в Одеському інституті народної освіти. В 1923—1924 роках був деканом факультету професійної освіти.
У 1926 році Народним комісаріатом освіти Української РСР присвоєно вчене звання професора.
В 1931—1933 роках викладав в Одеському фізико-хіміко-математичному інституті, в інших вищих навчальних закладах  Одеси.
З 1933 року працював в Одеському державному університету, очолював кафедри математичного аналізу, загальної математики.
В роки німецько-румунської окупації Одеси (1941—1944) за доручення підпільної організації університету обіймав посаду декана факультету точних наук, завдяки чому зміг зберегти обладнання факультету. Організував саботаж розпоряджень румунської влади. Доклав зусиль для збереження будинку університету.
В повоєнний час був деканом фізико-математичного  факультету.
Помер 6 квітня 1946 року в Одесі.

## Науково-педагогічна діяльність
Викладав математичний аналіз, диференційні рівняння, числення скінчених різниць, алалітичну геометрію, керував студентським семінаром з риманової геометрії. Був одним з перших організаторів математичних кафедр у декількох вищих навчальних закладах Одеси.

#### Праці
- Теория определителей/Н. Н. Васильев. — Одесса, 1919. — 48 с.

- Сборник материалов по переподготовке учительства/ Под ред. Н. Н. Васильев и др. — Одесса: ОИНО, 1924. — 249 с.